# Giovanni Battista Barca
Giovanni Battista Barca (Mantova, XVI secolo – ...) è stato un pittore italiano.

## Biografia
Nativo di Mantova, si trasferì a Verona per studiare pittura. Appartenne alla scuola veneta e risulta attivo nel 1560.

## Opere
- Deposizione dalla croce, Verona, cappella della Madonna Chiesa di San Fermo Maggiore
- Madonna, Verona, Chiesa di San Nicolò
- Martirio dei Santi Crispino e Crispiniano, Verona, Chiesa di Santa Maria della Scala, 1600-1650[2]
- San Giovanni evangelista, Verona, Chiesa di San Giovanni della Beverara
- Madonna con S. Francesco e Giovanni, Verona, Chiesa di San Bernardino